# Klein Schneen
Klein Schneen (niederdeutsch Lütjen Snain) ist eine Ortschaft der Gemeinde Friedland im niedersächsischen Landkreis Göttingen.

## Geographie
Der Ort liegt im Leinetal zwischen Göttingen und Kassel, unmittelbar westlich der Bahnstrecke Göttingen–Bebra und der dahinter verlaufenden Leine. Die Höhe innerhalb des Ortes liegt zwischen 170 und 180 m. Im Nord- und Südwesten wird Klein Schneen eingerahmt vom Drammberge (283 Meter) und vom Eichenberge (276 Meter). Die zwischen ihnen liegenden Höhenzüge werden auch Krähenberg und Lohberg genannt. Zwischen ihnen fließt der in Deiderode entspringende Schneenbach (GKZ 4881394, OAE etwa 7 km²) durch Klein Schneen und mündet hinter dem Dorf in die Leine. Direkt hinter den westlichen Erhebungen verläuft in etwa 2 km Entfernung vom Dorf die A 38. Im Ort kreuzen sich die Kreisstraßen K29 von Obernjesa nach Deiderode (Ost-West) und K26 von Sieboldshausen nach Friedland (Nord-Süd). Der nächste Ort in nordwestlicher Richtung ist Dramfeld auf der anderen Seite des Drammberg. Am südlichen Ortsausgang die geht die K27 nach Groß Schneen ab und überquert dabei Bahnstrecke und Leine.

## Geschichte
Funde aus dem Neolithikum am Südrand des Dorfes zeigen, dass schon vor mehreren Tausend Jahren Menschen in der Gegend siedelten. Urkundlich erwähnt wird der Ortsname erstmals als „Sneun“ in der Vita Meinwerci aus dem 12. Jahrhundert. Der Name bezieht sich vermutlich auf den gesamten Abschnitt der Leine zwischen Groß Schneen und Klein Schneen. Eine Differenzierung von Klein Schneen ist ab 1255 belegt. Nach lateinischen Zusätzen wie parvus und minoris sind ab dem 14. Jahrhundert niederdeutsche wie luttek(en) und lutken überliefert bis sich ab dem 16. Jahrhundert das hochdeutsche klein durchsetzt.
Seit 1973 ist Klein Schneen durch die Gebiets- und Verwaltungsreform in Niedersachsen Teil der Gemeinde Friedland. 1978 wurde die heutige Straßennamen festgelegt und am südöstlichen Ortsrand mit der Auskiesung des Kiessee Klein Schneen begonnen. Am 4. Juni 1981, 17. August 2015 und 20. Mai 2019 kam es im Dorf in Folge von Starkregen zu Überschwemmungen.

## Politik
Der Ortsrat setzt sich nach der niedersächsischen Kommunalwahl 2021 aus fünf Personen zusammen. Alle gehören der „Wählergemeinschaft Klein Schneen“ an. Ortsbürgermeister ist Hermann Capelle (CDU).
| Wahltag und Quelle | Wahlberechtigte | Wähler | Wahlbeteiligung |
| ------------------ | --------------- | ------ | --------------- |
| 12. September 2021 | 467             | 352    | 75,4 %          |
| 11. September 2016 | 450             | 321    | 71,33 %         |
| 11. September 2011 | 430             | 285    | 66,28 %         |
| 10. September 2006 | 413             | 283    | 68,52 %         |

## Kultur und Sehenswürdigkeiten
Unter Denkmalschutz stehen im Dorf als Gruppen-Baudenkmal die Gutsanlage der Familie von Schnehen, zwei weitere Höfe und ein Ensemble aus drei Häusern. Weitere einzelne Baudenkmäler sind der Thie, die Brücke über den Schneenbach sowie sechs Wohnhäuser, die Dorfkirche und die ehemalige Schule.
Im Jahr 2023 fand aus Anlass der 1001-Jahr-Feier eine Kirmes statt.

## Wirtschaft und Infrastruktur
Ansässig im Ort sind ein Hausarzt, die Geschäftsstelle des Wasserverband Leine-Süd und mehrere Betriebe aus dem handwerklichen und landwirtschaftlichen Bereich, darunter ein Arche-Hof. Es gibt einen Briefkasten und eine Bushaltestelle. Es gibt neun Straßen im Dorf:
- Auf dem Drammfeld (Neubaugebiet im Norden)
- Obernjesaer Straße (K29 nach Obernjesa)
- Lehmkuhlenweg
- Hermann-Albrecht-Straße (früheres Neubaugebiet im Westen)
- Lindenstraße (K29 nach Deiderode)
- Im Unterdorf
- Friedländer Straße (K26 nach Friedland)
- Am Breiten Stein
- Thiestraße

Derzeit sind keine freien Neubaugebiete ausgewiesen, stattdessen wird Nachverdichtung angestrebt.
Direkt erreichbar ist mit der Anschlussstelle Deiderode A 38 und über das Autobahndreieck Drammetal die A 7. An den Kreisstraßen nach Obernjesa und nach Friedland sind abgetrennte Radwege ausgebaut, innerhalb des Ortes gibt es keine eigenen Radverkehrsanlagen. Der nächste Bahnhof befindet sich in Friedland.

## Persönlichkeiten
- Schnehen (Adelsgeschlecht)
- Christian Schulze (* 1914 in Klein Schneen), Kieferorthopäde, Hochschullehrer in Göttingen und Berlin[11]